# Soul Brasil Pro Cycling Team
Soul Brasil Pro Cycling Team is een Braziliaanse wielerploeg die werd opgericht in 2010. De ploeg neemt deel aan de continentale circuits van de Internationale wielerunie (UCI). In 2016 verkreeg de ploeg van de UCI een pro-continentale licentie.

## Bekende (oud-)renners
- Héctor Aguilar (2010-2012)
- Marco Arriagada (2010)
- Alex Arseno (2011-2012)
- Matías Médici (2011)
- Magno Nazaret (2011-heden)
- Gregolry Panizo (2012-2013)
- Antonio Piedra (2016)
- Nilceu dos Santos (2011-2013)
- Edgardo Simón (2010)
- Jordi Simón (2017-heden)
- Pablo Urtasun (2016)